# Asialeyrodes indica
Asialeyrodes indica es un hemíptero de la familia Aleyrodidae, con una subfamilia: Aleyrodinae.
Fue descrita científicamente por primera vez por Sundararaj & David en 1992.